# Ciudad Real
Ciudad Real est une commune espagnole, capitale de la province homonyme, située dans la communauté autonome de Castille-La Manche.

## Géographie
La commune s'étend sur 284,98 km2 dans la région naturelle du Campo de Calatrava à l'ouest de la Castille-La Manche. Son territoire présente un relief plat rythmé par de légères ondulations et de petites collines d'origine volcanique. La commune est arrosée dans sa partie nord par le Guadiana sur le cours duquel est établi le barrage d'El Vicario, dont la retenue d'eau est utilisée pour l'irrigation.
Elle est divisée en quatre zones principales de population : Ciudad Real, Las Casas, Valverde et La Poblachuela.

## Histoire

### Moyen Âge
Initialement, à l'emplacement actuel de la ville, il y avait une petite ville appelée Pozo (ou Pozuelo) Seco de Don Gil, formée grâce à des campagnes de repeuplement lors de la Reconquista. La population croit rapidement après le déclin de la ville voisine d'Alarcos, à laquelle elle appartient en 1195, quand celle-ci est le théâtre de la bataille du même nom où les troupes chrétiennes sont vaincues par les Almohades.
La puissance des ordres militaires est alors comparable à celle des rois. Le maître de chaque ordre agit comme seigneur féodal et possède le droit de percevoir des impôts sur les terres de son domaine. L'ordre de Calatrava exerce alors son pouvoir sur la région et peut être un grand allié pour protéger les limites du royaume avec Al-Andalus. En 1255, le roi Alphonse X rebaptise Pozo Seco de Don Gil, en fondant la Villa Real et place une de ses propriétés dans les domaines de l'ordre de Calatrava.
En 1382, Villa Real, avec Madrid et Andújar, cesse temporairement d'appartenir à la Couronne de Castille en devenant seigneurie de León VI d'Arménie dont Jean Ier, roi de Castille, avait payé la rançon, lors de sa capture par les Égyptiens, après la chute du dernier royaume chrétien d'Orient. En reconnaissance, León VI va en Castille pour rendre visite à son libérateur, qui lui accorde la seigneurie de Madrid, Villareal e Andújar jusqu'à sa mort, sans possibilité d'en hériter. En 1391, la seigneurie repasse sous l'administration du nouveau roi de Castille Henri III. Cette même année, un pogrom a lieu dans les principales villes de Castille, y compris Villarreal, et de nombreux Juifs de la ville décident de se convertir au christianisme, au moins superficiellement, dans l'espoir d'apaiser les esprits.
En 1420, Jean II de Castille donne à Villa Real le titre de Ciudad Real (« ville royale »).

### XVIesiècle
Lors de la guerre des Communautés de Castille qui éclate en 1520, la ville demeure fidèle au roi Charles Ier au moins jusqu'en janvier 1521.

Ciudad Real en mai 1928

## Transports
Chemin de fer
La ligne de chemin de fer de montagne  reliant Ciudad Real à la gare de Badajoz, fut réalisée par l'ingénieur français Léon Isidore Molinos (1828-1914), après 1862.
Depuis le milieu des années 1990, la ville n'est plus qu'à une heure de train de Madrid. 
Aéroport
Construit au milieu d'une plaine désertique, l'aéroport international Central-Ciudad Real, mis en service en 2008, possède une piste de 4 200 m lui permettant d'accueillir des Airbus A380. Cet aéroport censé accueillir 4 millions de passagers par an s'avère être un fiasco, l’aéroport avait coûté 1,1 milliard d’euros. En 4 ans l'aéroport n'a vu passer que 100 000 voyageurs et accumule plus de 590 millions d'euros de perte. C'est le premier aéroport international d'Espagne entièrement financé avec des fonds privés.
Le dernier vol commercial a eu lieu en décembre 2011 mettant ainsi les 71 derniers salariés de l'aéroport au chômage.
L 'aéroport a été mis aux enchères en 2013 pour 100 millions d'euros.

## Économie
L'économie de la ville repose sur la taille de bois, le cuir, la céramique et l'industrie textile. La gastronomie comporte quelques plats fameux comme le pisto manchego, la caldereta, la tiznao, l'asadillo.
Le 31 juillet est jour de fête populaire (la Pandorga), le 15 août est le jour de la Vierge del Prado (des processions ont lieu dans la ville).
Le parc aquatique, les divers musées, les centres commerciaux et la place des taureaux sont les lieux de loisir principaux de la ville. La ville a donné  naissance au peintre Gregorio Prieto Muñoz (1897-1992), un musée lui est consacré.

## Politique et administration

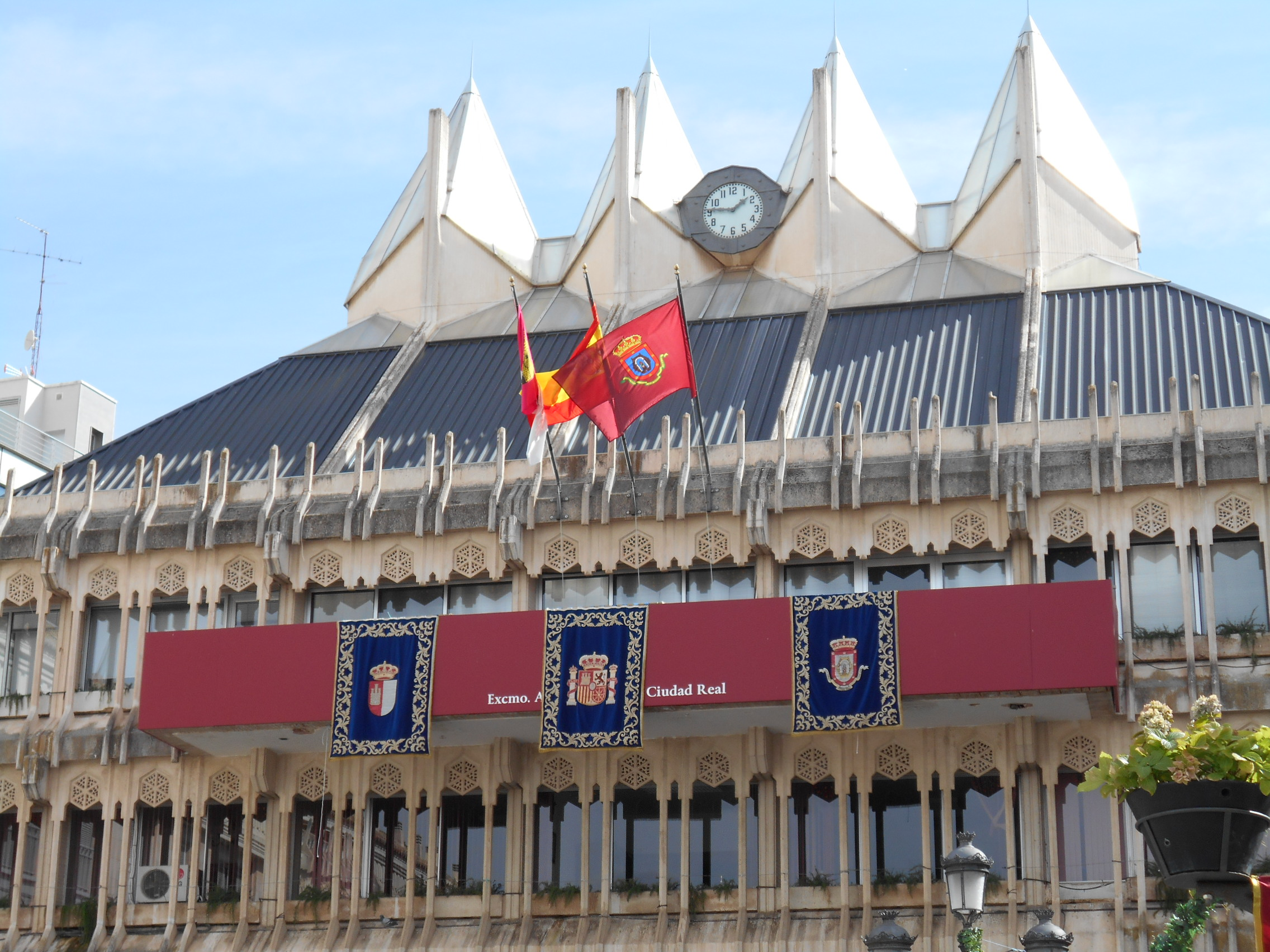
L'hôtel de ville de Ciudad Real.

Ciudad Real appartient à la province homonyme, dont elle constitue la capitale, et accueille donc le siège de la députation provinciale.

### Conseil municipal
Lors des élections municipales du 28 mai 2023, la ville de Ciudad Real comptait 75 000 habitants. Son conseil municipal (Pleno del Ayuntamiento) se compose donc de 25 élus.
| Parti | Parti        | 1979 | 1983 | 1987 | 1991 | 1995 | 1999 | 2003 | 2007 | 2011 | 2015 | 2019 | 2023 |
| ----- | ------------ | ---- | ---- | ---- | ---- | ---- | ---- | ---- | ---- | ---- | ---- | ---- | ---- |
|       | CDS          |      |      | 1    | 2    |      |      |      |      |      |      |      |      |
|       | Cs           |      |      |      |      |      |      |      |      |      | 2    | 3    | 1    |
|       | GANEMOS      |      |      |      |      |      |      |      |      |      | 4    |      |      |
|       | PCE          | 1    | 0    | 0    | 2    | 2    | 0    | 0    | 0    | 1    |      |      |      |
|       | IU           | 1    | 0    | 0    | 2    | 2    | 0    | 0    | 0    | 1    |      |      |      |
|       | CD           | 0    | 15   | 5    | 10   | 16   | 15   | 13   | 15   | 15   | 10   | 9    | 11   |
|       | CP           | 0    | 15   | 5    | 10   | 16   | 15   | 13   | 15   | 15   | 10   | 9    | 11   |
|       | AP           | 0    | 15   | 5    | 10   | 16   | 15   | 13   | 15   | 15   | 10   | 9    | 11   |
|       | PP           | 0    | 15   | 5    | 10   | 16   | 15   | 13   | 15   | 15   | 10   | 9    | 11   |
|       | PSOE         | 8    | 10   | 5    | 11   | 7    | 10   | 12   | 10   | 9    | 9    | 10   | 9    |
|       | UP           |      |      |      |      |      |      |      |      |      |      | 2    |      |
|       | UCD          | 10   |      |      |      |      |      |      |      |      |      |      |      |
|       | Vox          |      |      |      |      |      |      |      |      |      |      | 1    | 4    |
|       | Indépendants | 2    | 0    | 14   |      |      |      |      |      |      |      |      |      |
| Total | Total        | 21   | 25   | 25   | 25   | 25   | 25   | 25   | 25   | 25   | 25   | 25   | 25   |

### Liste des maires
| Mandature | Maire | Maire                                                   | Parti       |
| --------- | ----- | ------------------------------------------------------- | ----------- |
| 1979-1983 |       | Lorenzo Selas Céspedes (es)                             | UCD         |
| 1983-1987 |       | Lorenzo Selas Céspedes (es)                             | AP          |
| 1987-1991 |       | Lorenzo Selas Céspedes (es)                             | Indépendant |
| 1991-1995 |       | Lorenzo Selas Céspedes (es) Nicolás Clavero (es) (1993) | PSOE        |
| 1995-1999 |       | Francisco Gil-Ortega (es)                               | PP          |
| 1999-2003 |       | Francisco Gil-Ortega (es)                               | PP          |
| 2003-2007 |       | Francisco Gil-Ortega (es)                               | PP          |
| 2007-2011 |       | Rosa Romero Sánchez                                     | PP          |
| 2011-2015 |       | Rosa Romero Sánchez                                     | PP          |
| 2015-2019 |       | Pilar Zamora                                            | PSOE        |
| 2019-2023 |       | Pilar Zamora                                            | PSOE        |
| 2019-2023 |       | Eva María Masías (2021)                                 | Cs          |
| 2023-2027 |       | Francisco Cañizares                                     | PP          |

## Culture

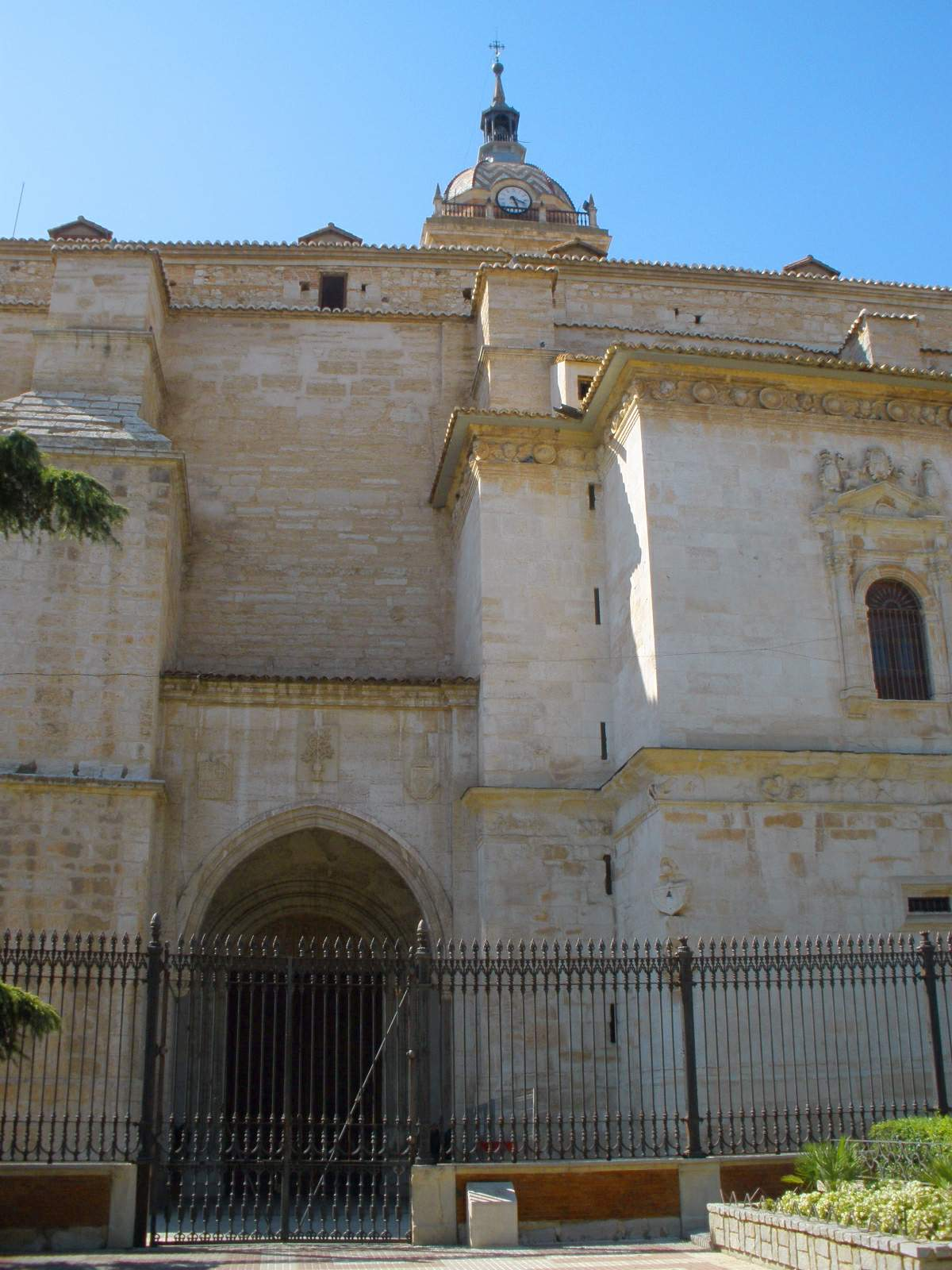
Cathédrale de Ciudad Real.

Ciudad Real n'est pas une ville très dense, rares sont les maisons à avoir plus de deux étages, sauf dans les nouveaux quartiers du sud. Les petites ruelles, jonchées de maisons à un seul étage, sont très typiques de cette partie de l'Espagne et sont très pittoresques.
La ville, dotée d'une université, conserve d'importants vestiges historiques, comme les églises de Santiago (Saint Jacques) et San Pedro (Saint Pierre), la cathédrale, la porte de Tolède.

## Sports

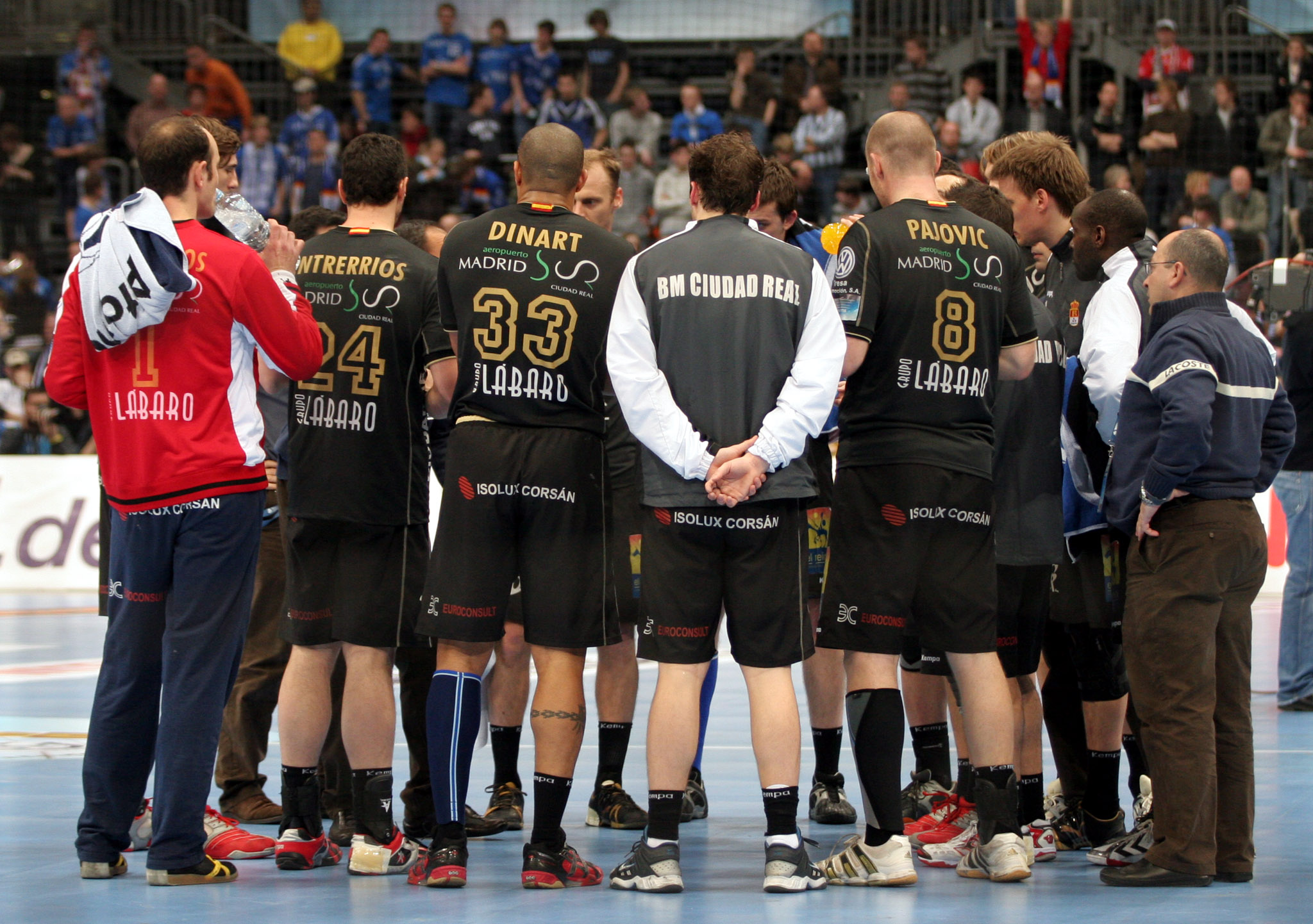
Le BM Ciudad Real était l'une des meilleures équipes de handball des années 2000.

Le BM Ciudad Real, club de handball de la ville, était l'une des meilleures équipes d'Europe dans les années 2000, remportant notamment cinq championnats d'Espagne (2004, 2007, 2008, 2009 et 2010) et trois Ligues des champions (2006, 2008 et 2009). En 2011, le club est transféré à Madrid et devient le BM Atlético de Madrid, avant de disparaître en 2013 pour des raisons financières.
De plus, la ville a été l'une des deux villes hôtes du Championnat d'Europe masculin de handball 1996, dont la demi-finale qui voit l'Espagne s'imposer face à la RF Yougoslavie
La ville a accueilli plusieurs étapes du Tour d'Espagne :
- 2008 : remportée par Levi Leipheimer (clm)
- 2006 : remportée par José Luis Arrieta

## Personnalités liées à la ville
- Fernán Gómez de Ciudad Real (1388-1457), médecin et écrivain, y est né.
- Alfonso Sánchez García (1880-1953), photographe, y est né.
- Jordi El Niño Polla (1994-), acteur pornographique y est né et y réside.